# Comuna Perebicăuți, Hotin
Perebicăuți (în ucraineană Перебиківці, transliterat: Perebîkivți) este o comună în raionul Hotin, regiunea Cernăuți, Ucraina, formată din satele Perebicăuți (reședința) și Teiul Verde.

## Demografie
Componența lingvistică a comunei Perebicăuți
     Ucraineană (76,59%)
     Moldovani (22,57%)
     Alte limbi (0,84%)
Conform recensământului din 2001, majoritatea populației comunei Perebicăuți era vorbitoare de ucraineană (98,97%), existând în minoritate și vorbitori de alte limbi.